# Палатка Маммери

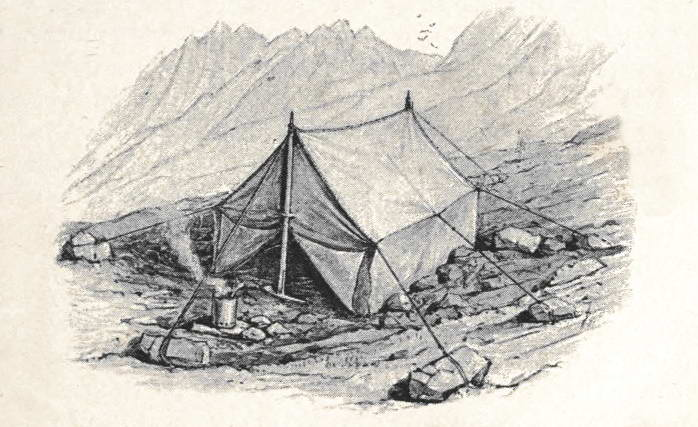
Палатка Маммери. Иллюстрация Клинтона Томаса Дента

Палатка Маммери (англ. Mummery tent) — компактная лёгкая палатка без днища или с отдельным днищем-подстилкой, изобретённая и впервые использованная в 1880-х годах Альбертом Фредериком Маммери (1855–1895) и названная его именем. А. Ф. Маммери был одним из первых британских альпинистов, совершил множество первовосхождений и придумал такую палатку для своих высокогорных экспедиций, в которых лёгкий вес снаряжения имеет большое значение.

## Предыстория
Первой палаткой, разработанной специально для альпинизма, была палатка Уимпера (англ. Whymper tent), созданная в 1860-х годах. Та палатка весила около 9 кг, устанавливалась на четырёх стойках длиной 2 м каждая, и была пригодна только для многочисленных экспедиций вроде тех, которые её изобретатель Эдвард Уимпер (1840–1911) проводил в Альпах в те годы.
В отличие от Уимпера, Маммери предпочитал небольшие экспедиции без участия профессиональных горных проводников и носильщиков, и ему требовалась палатка меньшего размера и веса, которую он разработал и изготовил в период с 1888 по 1892 год.

## Конструирование

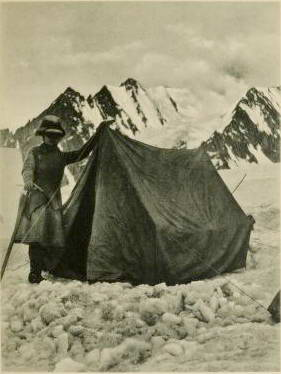
Фанни Буллок Уоркмен у палатки Маммери в Каракоруме

В книге «Альпинизм» (англ. Mountaineering), вышедшей в 1892 году, её автор Клинтон Томас Дент (англ. Clinton Thomas Dent), современник Альберта Маммери, приводит подробное описание конструкции палатки. Палатка Маммери — двускатная палатка с низкими боковыми стенами, очень похожая на современные походные палатки-«домики», но обычно без днища. Но в те времена материалом для кровли и стен палатки служил промасленный шёлк. Такие палатки изготавливались разных размеров, но самой распространённой была двухместная палатка 1,8×1,2 м.
В 1880-х годах на основе ранних альпенштоков были разработаны длинные (1,2…1,4 м) ледорубы.
В голову Маммери пришла революционная идея использовать эти ледорубы вместо стоек палатки — установить по одному ледорубу с каждого торца и закрепить их оттяжками. Это позволило сделать палатку массой менее одного килограмма (масса ледорубов не входит — их берут в горный поход независимо от палатки). Была также разработана модель палатки Маммери с днищем (полом) и колышками, масса которой составляла 1,6 кг. В отличие от палатки Уимпера со встроенным днищем, у палатки Маммери днище было отдельной деталью, и его можно было не использовать вообще для облегчения веса.

## Производство
Альберт Маммери разрабатывал и изготовлял палатки для собственных некоммерческих нужд, и не пытался организовать их серийное товарное производство — этим в 1892 году занялась британская фирма «Benjamin Edgington». Парсонс (англ. Parsons), бывший исполнительный директор фирмы «Karrimor», отметил, что « … такая конструкция палатки была идеальной, и она, сделанная из шёлка или из брезента, фактически стала эмблемой высотных горных лагерей вплоть до 1950-х годов».
Палатки Маммери выпускались до 1968 года.

## Дальнейшее использование и разработки на основе
Для меня всегда оставалось загадкой, почему другие альпинисты в Альпах не используют такие компактные палатки. Длительное время большинство маленьких «хаток» вызывали отвращение, пока вольная жизнь, возможная в кемпинге, не добавила особого очарования горным экспедициям. Испробовав это столько раз в Гималаях, на Скайе, в Норвегии, в канадских Скалистых Горах и в Швейцарии — я, конечно, могу быть пристрастным — но даже если у меня не останется шансов покорить альпийские горные пики первого класса, я всё равно сюда вернусь, чтобы жить этой ленивой, очаровательной — и пусть даже не уважаемой — жизнью в палатке около снегов, льдов и сосен, где пахнет дымом от костра; буду просто лежать весь день среди цветов и лугов, слушать ветер, смотреть на небо и на огромные безмолвные пики гор.
В Гималаях палатки Маммери были впервые использованы в 1892 году, когда Мартин Конвей (англ. Martin Conway) взял их в экспедицию на Каракорум.
В 1895 году Альберт Маммери, Джон Колли (англ. John Collie) и Джеффри Хастингс (англ. Geoffrey Hastings) отправились в экспедицию на Нангапарбат — это была первая известная попытка восхождения на восьмитысячник и последняя экспедиция Маммери: из неё он не вернулся живым. Позже Джон Колли с ностальгией вспоминал ту экспедицию — и те маленькие и лёгкие шёлковые палатки.
Уильям и Фанни Уоркмен в 1908 году изучали ледники Каракорума, и Фанни была сфотографирована у входа в её палатку, которая была модифицированной палаткой Маммери.
В 1920 году альпинист Гарольд Рейберн (англ. Harold Raeburn) предложил усовершенствовать конструкцию палатки Маммери: сделать прикреплённое днище; также он заявил, что ледорубы слишком коротки, чтобы их использовать в качестве стоек палатки. Поэтому Реборн рекомендовал привязывать к ледорубам две лёгкие бамбуковые палки длиною по 0,3 м. В Британской разведывательной экспедиции на Джомолунгму 1921 года использовались две такие палатки в лагерях на Восточном Ронгбуке: они стояли в начале и в конце заключительного этапа экспедиции: восхождения на Северное седло.